# BiS階段
BiS階段（ビスかいだん）は、日本の音楽ユニット。アイドルグループBiSと、ノイズバンド非常階段のコラボユニットである。

## メンバー
- プー・ルイ
- ヒラノノゾミ
- カミヤサキ
- テンテンコ
- ファーストサマーウイカ
- コショージメグミ
- JOJO広重
- T.美川
- JUNKO

### 元メンバー
- テラシマユフ
- ミチバヤシリオ

## 概要
2012年11月18日、四ツ谷OUTBREAK!で行われたイベント「自家発電Vol.00」にて初ライブ。BiSのメンバー脱退、加入などによりしばらく時間を置いたのち、2013年6月30日『好き好き大好き』（戸川純のカヴァー）のMVを公開。7月2日にUstream音楽番組「DOMMUNE」で正式に結成記者会見を行い、2013年8月7日にアルバム『BiS階段』を発売。

2014年5月6日、渋谷WWWでのライブを最後に解散。

## ライブ
- 主にBiSの楽曲に非常階段がノイズをかぶせるという形式で行われる。BiSのメンバーは白いセーラー服に眼鏡をかけた姿で登場する。
- ステージ上から豚の頭、臓物、生肉、鳥の足、イカ、生麺、パンティー、タンポン、謎の液体など様々な物が客席に投げ込まれ、CO2噴射、ギター破壊、スタンガン、バイブレーターなどを使った過激なパフォーマンスを行う。ライブ前には入場時に客全員に誓約書を書かせることもある。
- 電撃ネットワーク、ソウル・フラワー・ユニオン、原爆オナニーズなどともコラボユニットを組みライブを行った。

## ディスコグラフィー

### アルバム
|   | リリース日    | タイトル | レーベル            | 規格 | 品番       | 収録曲                                                                          | 備考                                                             |
| 1 | 2013年7月31日 | BiS階段  | avex trax / JET SET | LP   | JSLP-026   | 1.好き好き大好き 2.PPCC 3.nerve 7.eat it 8.primal. 9.Hide out cut 10.BiS_kaidan | ノイズがCD盤より大きめにミックスされている。音源のDLコード付き。 |
| 1 | 2013年8月7日  | BiS階段  | avex trax           | CD   | AVCD-38630 | 同上                                                                            | -                                                                |

### DVD
|   | リリース日   | タイトル | レーベル  | 規格                                 | 品番               | 収録曲・収録ライブ | 備考                  |
| 1 | 2014年9月3日 | BiS階段  | avex trax | 箱盤(BOXセット) DVD×4 Blu-ray×2 CD×4 | AVZD-9218〜31/B〜G | DVD DISC1 1.2012.11.18 自家発電Vol.00 @ 四谷OUTBREAK! 2.2013.8.7 BiS階段 ＠ WWW FIRST GIG 3.2013.9.28 BiS階段 @ 難波BEARS | ライブ映像            |
| 1 | 2014年9月3日 | BiS階段  | avex trax | 箱盤(BOXセット) DVD×4 Blu-ray×2 CD×4 | AVZD-9218〜31/B〜G | DVD DISC2 1.2013.10.27 ボロフェスタ2013 @ 京都 KBSホール 2.2014.3.29 BiS階段 @ 姫路 太陽公園 天安門広場 | ライブ映像            |
| 1 | 2014年9月3日 | BiS階段  | avex trax | 箱盤(BOXセット) DVD×4 Blu-ray×2 CD×4 | AVZD-9218〜31/B〜G | DVD DISC3 1.2014.5.6 BiS階段 @ WWW LAST GIG | ライブ映像            |
| 1 | 2014年9月3日 | BiS階段  | avex trax | 箱盤(BOXセット) DVD×4 Blu-ray×2 CD×4 | AVZD-9218〜31/B〜G | DVD DISC4 1.2013.9.14電撃BiS階段「AOMORI ROCK FESTIVAL ’13 〜夏の魔物〜」@ 夜越山スキー場 2.2013.10.27 ソウル・フラワーBiS階段「ボロフェスタ2013」 3.2014.1.18原爆BiS階段「お年玉GIG2014」 @ 名古屋CLUB QUATTRO 4.2014.3.22 ソウル・フラワーBiS階段「闇鍋音楽祭2014」 @ TSUTAYA O-WEST 5.2014.4.22 JAZZBiS階段 @ 新宿PIT INN | 合体BiS階段ライブ映像 |
| 1 | 2014年9月3日 | BiS階段  | avex trax | 箱盤(BOXセット) DVD×4 Blu-ray×2 CD×4 | AVZD-9218〜31/B〜G | Blu-ray DISC1&2 DVD DISC1〜4と同内容 | -                     |
| 1 | 2014年9月3日 | BiS階段  | avex trax | 箱盤(BOXセット) DVD×4 Blu-ray×2 CD×4 | AVZD-9218〜31/B〜G | CD DISC1 1.Fly 2.STUPiG 3.IDOL 4.FiNAL DANCE 5.BiSumilation 6.DiE 7.BiS_kaidan_2 | 全曲新録              |
| 1 | 2014年9月3日 | BiS階段  | avex trax | 箱盤(BOXセット) DVD×4 Blu-ray×2 CD×4 | AVZD-9218〜31/B〜G | CD DISC2 1.好き好き大好き 2.PPCC 3.nerve 7.eat it 8.primal. 9.Hide out cut 10.BiS_kaidan | 1stLPのCD化           |
| 1 | 2014年9月3日 | BiS階段  | avex trax | 箱盤(BOXセット) DVD×4 Blu-ray×2 CD×4 | AVZD-9218〜31/B〜G | CD DISC3 1.PPCC(AOMORI ROCK FESTIVAL ’13 〜夏の魔物〜) / 電撃BiS階段 2.好き好き大好き(BiS階段 @ 難波BEARS) / BiS階段 3.eat it (BiS階段 @ 難波BEARS) / BiS階段 4.PPCC(お年玉GIG2014) / 原爆BiS階段 5. SHEENA IS A PUNK ROCKER (お年玉GIG2014) / 原爆BiS階段 6.Mikanon(新宿PIT INN) / JAZZBiS階段 7.Idol meets noise(新宿PIT INN) / JAZZBiS階段 8.Noise meets idol(新宿PIT INN) / JAZZBiS階段 9.We are! (新宿PIT INN) / JAZZBiS階段 | ライブ音源            |
| 1 | 2014年9月3日 | BiS階段  | avex trax | 箱盤(BOXセット) DVD×4 Blu-ray×2 CD×4 | AVZD-9218〜31/B〜G | CD DISC4 1.BiS_kaidan3 2.BiS_kaidan3 -Instrumental- | -                     |
| 1 | 2014年9月3日 | BiS階段  | avex trax | 廉価盤 DVD×1 CD×1                    | AVZD-9218〜31/B    | DVD 箱盤DVD DISC3と同内容 | -                     |
| 1 | 2014年9月3日 | BiS階段  | avex trax | 廉価盤 DVD×1 CD×1                    | AVZD-9218〜31/B    | CD 箱盤CD DISC1と同内容 | -                     |